# Pedro Albéniz y Basanta
Pedro Pérez de Albéniz y Basanta (Logroño, La Rioja, 14 april 1795 – Madrid, 12 april 1855) was een Spaans componist, muziekpedagoog, organist en pianist.

## Levensloop
Albéniz y Basanta kreeg zijn eerste muziekles van zijn vader Mateo Albéniz, ook een componist en muziektheoreticus. Later ging hij naar Parijs, waar hij bij Henri Herz en Friedrich Kalkbrenner zijn muziekstudies voltooide. In de Franse hoofdstad werd hij ook bekend met Gioacchino Rossini.
Terug in Spanje werd hij organist aan de kerk Santa María in San Sebastian en ook aan de kathedraal "La Redonda" in Logroño.
Toen koningin Maria Christina van Bourbon-Sicilië het Real Conservatorio de Música y Declamación de María Cristina oprichtte, werd hij in 1830 tot professor benoemd. In 1834 werd hij organist aan de Capilla real. Hij gaf ook privéles piano aan koningin Isabella II van Spanje en is auteur van een pianomethode, Método Completo para Piano (1840).

## Composities

### Werken voor harmonieorkest
- 1813 Himno - cantado en la ciudad de San Sebastián en obsequio a los Reyes N.N.S.S., dedicadoa sus Magestades, voor harmonieorkest en groot gemengd koor
- 1833 Marcha e himno para la jura de la Princesa de Asturias, representada por una comparsa de jóvenes de San Sebastián, voor harmonieorkest
- 1833 Marcha triunfal, himno y contradanzas de la comparsa alegórica al restablecimiento del Rey N.S. y administración benéfica de S.M. la Reina, egecutada en San Sebastián con acuerdo de su ayuntamiento el domingo de carnaval de 1833, voor harmonieorkest

### Missen en gewijde muziek
- 1841 Villancico real al nacimiento de N.S. Jesucristo, voor solisten, tweestemmig kinderkoor en piano
- 1842 Villancico real al nacimiento de N.S. Jesucristo, voor solist, eenstemmig kinderkoor en piano
- 1844 Villancico real al nacimiento de N.S. Jesucristo, voor solisten, eenstemmig koor en piano
- 1845 Villancico real al nacimiento de N.S. Jesucristo, voor solisten, gemengd koor (STB) en piano

### Werken voor piano
- 1825 Rondó brillante a la tirana sobre los temas del "Trípoli y la Cachucha", voor piano, op. 25
- 1825 Variaciones brillantes sobre el "Himno de Riego", voor piano, op. 28
- 1830 Serenata cantada a sos Reyes Nros. Sres. con motivo de su salida de la ciudad de San Sebastián, voor piano
- 1831 Fantasía elegante sobre motivos escogidos de la ópera "I puritani" de Vincenzo Bellini, voor piano
- 1831 Variaciones brillantes sobre el tema favorito Mira, oh Norma, ai tuoi ginocchi de Vincenzo Bellini, voor piano, op. 33
- 1843 Contradanzas bailadas a presencia de S.S.M.M. por una comparsa de jóvenes distinguidos de San Sebastián
- 1843 Vals no.4, voor piano
- 1843 Vals no.5, voor piano
- 1844 Lucia di Lammermoor, fantasie op thema's uit de opera van Verdi voor piano
- 1852 Corona musical de canciones populares españolas
- 12 estudios melódicos para piano á cuatro manos compuestos espresamente [sic] para S.M. la Reina Doña Ysabel 2ª, op. 56
- El chiste de Málaga - capricho, música característica española, op.37
- El polo nuevo - capricho, música característica española, voor piano, op. 41
- Estudios para piano - antología (siglo XIX
- Fantasia sobre motivos de la ópera "Nabucco" de Giuseppe Verdi, voor twee piano's, op. 36
- Fantasía sobre motivos de la ópera "Attila" de Giuseppe Verdi, voor piano vierhandig
- Fantasía sobre motivos de la ópera "Ernani" de Giuseppe Verdi, voor piano vierhandig
- Fantasía sobre motivos de la ópera "I Lombardi" de Giuseppe Verdi, voor piano vierhandig
- Fantasía sobre motivos del "Nabucodonosor" de Giuseppe Verdi, voor twee piano's
- Fantasía sobre un motivo vasco, voor piano
- Flores melódicas, voor piano, op. 60
- La barquilla gaditana - capricho, música característica española , op.39
- La gracia de Córdoba música característica española, voor twee piano's, op. 38
- Lied, voor piano, op. 53
- Los jardines de Aranjuez, voor twee piano's
- Mi Delicia, voor twee piano's, op. 61
- Piezas características españolas, voor twee piano's
- Riojanos Ilustres
- Rondino-capricho sobre motivos de "La Violeta", voor piano, violen, altviolen en cello, op. 65